# بایرام بگای
بایرام بگای (آلبانیایی: Bajram Begaj؛ زادهٔ ۲۰ مارس ۱۹۶۷) یک سیاستمدار و افسر نظامی آلبانیایی است که از سال ۲۰۲۲ رئیس‌جمهور آلبانی بوده است. او پس از یک دوره طولانی خدمت در ارتش آلبانی، از ژوئیه ۲۰۲۰ تا ژوئن ۲۰۲۲ به عنوان بیست و ششمین رئیس ستاد کل ارتش آلبانی فعالیت کرد. بگای که از نظر سیاسی مستقل است، در ۳ ژوئن ۲۰۲۲ به طور رسمی توسط حزب حاکم سوسیالیست به عنوان نامزد دور چهارم انتخابات ریاست‌جمهوری ۲۰۲۲ معرفی شد.

## زندگی و حرفه

### ۱۹۶۷–۲۰۲۱: اوایل زندگی و فعالیت نظامی
بگای در ۲۰ مارس ۱۹۶۷ در روگوژین متولد شد. او در سال ۱۹۸۹ از دانشگاه پزشکی تیرانا فارغ‌التحصیل شد و در سال ۱۹۹۸ به عنوان یک افسر پزشکی فعال مشغول به کار شد. وی پس از تکمیل مدرک دکترای حرفه‌ای خود، عنوان «استادیار» را در رشته پزشکی کسب کرد.  
در طول ۳۱ سال خدمت نظامی خود، بگای در دوره‌های آموزشی و سمینارهای متعددی شرکت کرده است. او دوره‌هایی را در حوزه امنیت و دفاع، مدرسه عالی تحصیلات تکمیلی پزشکی، تخصص پس از فارغ‌التحصیلی در گاستروهپاتولوژی، دوره مدیریت بیمارستان و رهبری پزشکی راهبردی در ایالات متحده، دوره تخصصی پزشکی و دوره بهداشت در یونان گذرانده است.
بگای پیش از این به عنوان فرمانده فرماندهی دکترین و آموزش در نیروهای مسلح آلبانی خدمت کرده است. او در سمت‌های مختلفی از جمله رئیس واحد پزشکی نظامی، معاون مدیر نظامی بیمارستان دانشگاه تیرانا (SUT)، مدیر بیمارستان نظامی، مدیر بازرسی بهداشت و ... فعالیت داشته است. وی در ژوئیه ۲۰۲۰ به عنوان رئیس ستاد کل نیروهای مسلح آلبانی منصوب شد و در همان ماه این سمت را بر عهده گرفت.

### ریاست جمهوری
بیگای در ۴ ژوئن ۲۰۲۲ با ۷۸ رای موافق، ۴ رای مخالف و ۱ رای ممتنع از سوی مجلس آلبانی برای ریاست جمهوری انتخاب شد. ۵۷ نماینده اپوزیسیون با ادعای نامنظمی بودن روند نامزدی، رأی‌گیری را تحریم کردند. بیگای در ۲۴ ژوئیه ۲۰۲۲ سوگند یاد کرد.